# Pilea multicaulis
Pilea multicaulis är en nässelväxtart som beskrevs av Ignatz Urban. Pilea multicaulis ingår i släktet pileor, och familjen nässelväxter. Inga underarter finns listade i Catalogue of Life.